# À Procura do Vento num Jardim d'Agosto
À procura do vento num jardim d'agosto (fragmentos dum exílio) 1974-75 (1977) é o livro de estreia de Al Berto na literatura em língua portuguesa, figurando como um dos livros mais importantes dos 20 anos de sua trajetória literária.
À procura do vento num jardim d'agosto foi reescrito em 1987 com algumas alterações significativas, que inclui a supressão do subtítulo. Um livro híbrido, mesclando prosa e poesia, dividido em sete séries - atrium (na primeira edição intitulava-se nota de abertura); equinócios de Tangerina (na primeira edição esse título era precedido pelo artigo "os"); teus dedos de noite açucarada; push here com uma polaroid; as mãos de kapa num jardim d'agosto; nota autobiográfica e stop; e, o pranto das mulheres sábias.
Esse livro está nitidamente sob a ressonância da geração beatnik, mais precisamente William Burroughs, o qual aparece como personagem do texto "3. / a sombra de willy b." da série "teus dedos de noite açucarada". Al Berto também usa na primeira edição como epígrafe da série "os equinócios de tangerina" um trecho de Burroughs, traduzido para o francês.